# Replay (Mode)
Replay ist eine 1978 von Claudio Buziol gegründete Modemarke, die zum Modekonzern Fashion Box gehört, deren Kerngeschäft die Herstellung von Jeans ist. Replay hatte 2009 einen Jahresumsatz von 250 Millionen Euro und wird in etwa 50 Ländern mit 5000 Verkaufsstellen gehandelt.

## Geschichte

### 1978 bis 1997
1978 ließ Claudio Buziol die Marke Replay patentrechtlich eintragen. Obwohl Replay heute als Jeansmarke bekannt ist, kam die erste Jeans erst 1989 auf den Markt. Diese wurde innerhalb von zwei Jahren über eine Million Mal verkauft. Die Jeans verfügte über eine spezielle Gewebeart, den Double Ring Denim, den er bei einer Reise nach Japan entdeckte. Dieses Jeansgewebe etablierte sich als Markenzeichen von Replay. 1990 verzeichnete Replay einen Jahresumsatz von 18 Millionen Euro. 1991 wurde in Mailand das erste Replay-Geschäft eröffnet. 1992 wurden 16 weitere Verkaufsstellen eröffnet und der Jahresumsatz stieg auf 69 Millionen Euro. 1993 eröffnete die erste Filiale in New York. 1994 experimentierte mit dem ersten Replay-Blue-Jeans-Format, welches ein indigo-blau eingefärbtes Denim bezeichnet. Durch Zuwächse auf den asiatischen Märkten und denen im Mittleren Osten stieg der Jahresumsatz auf 143 Millionen Euro. Durch Lizenzierung startete 1997 auch die von der Marcolin S.p.A. getragene Replay-Brillenkollektion. Der Jahresumsatz stieg in diesem Jahr auf 188 Millionen Euro.

### 1998 bis 2008
Durch eine Lizenzvereinbarung erteilte Buziol 2001 der Sugi Ltd. Group in Hong Kong die Erlaubnis, Schuhe der Marken Replay und Replay & Sons herzustellen und zu vertreiben. 2002 wurde die Lizenzvereinbarung mit der Marcolin S.p.A. um die Replay Unterwäscheprodukte erweitert. 2003 erreichte der konsolidierte Konzernumsatz 207 Millionen Euro. Die neue Konzern-Modemarke We are Replay wurde auf der internationalen Herrenmodemesse Pitti Uomo in Florenz vorgestellt. 2004 erreichte der konsolidierte Konzernumsatz 230 Millionen Euro.
2005 starb Claudio Buziol im Alter von 47 Jahren. Er hinterließ eine Gruppe von Unternehmen, die weiterhin gemeinsam für die Herstellung und den Vertrieb von Replay in über 50 Ländern verantwortlich war. 2006 feierte die Marke Replay ihr 25. Jubiläum mit einer Reihe von Veranstaltungen im Kloster San Gregorio in Venedig. Sie erreichte in jenem Jahr einen Umsatz von 353 Millionen Euro. 2007 schloss Replay Lizenzvereinbarungen mit Proctor & Gamble für eine Parfum-Linie, mit Christian Bernard für Uhren und Modeschmuck und mit Arcte für Unterwäsche und Strandmode.

### 2009 bis 2016
Neuer Geschäftsführer der Fashion Box SpA wurde Matteo Sinigaglia, der damit Gaetano Sallorenzo ablöste, der im Frühjahr 2008 von Calvin Klein zu Replay gekommen war. Sitz der Firma und der Produktion blieb Asolo.
2010 kündigte Wolfgang Friedrichs an, die Fashion Box zu verlassen. Am 1. September 2011 wurde Thomas Wirth neuer Geschäftsführer von Replay Deutschland. 2008 wurden die Replay-Kollektionen in 50 Ländern mit 5000 Verkaufsstellen und rund 220 eigenen Filialen verkauft, der Jahresumsatz lag bei 305 Millionen Euro. 2007 hatte der Umsatz noch 340 Millionen Euro betragen. 2009 ging der Umsatz im Zusammenhang mit der Weltwirtschaftskrise auf 250 Millionen Euro zurück. Die Familie Sinigaglia arbeitete seit 2001 mit ihrem 1999 gegründeten Unternehmen Sugi International Ltd. im Schuhbereich mit Replay zusammen. 2008 wurde das Gemeinschaftsunternehmen Orient Box gegründet, das 2009 einen Großhandel-Umsatz von 80 Millionen Euro erzielte. Im Mai 2009 wurde der Replay Onlineshop gestartet. 2011 wurde Fashion Box Japan gegründet.
Im Juli 2012 eröffnete die erste Replay-Filiale in Peking in China, gefolgt von einer weiteren Eröffnung in Daikanyama in Tokio im August 2012.
Thomas Wirth, seit 2011 Geschäftsführer von Replay Deutschland, wurde im Juni 2017 außerdem zum Vizepräsident Geschäftsentwicklung ernannt.